# Nathan Mayer Rothschild

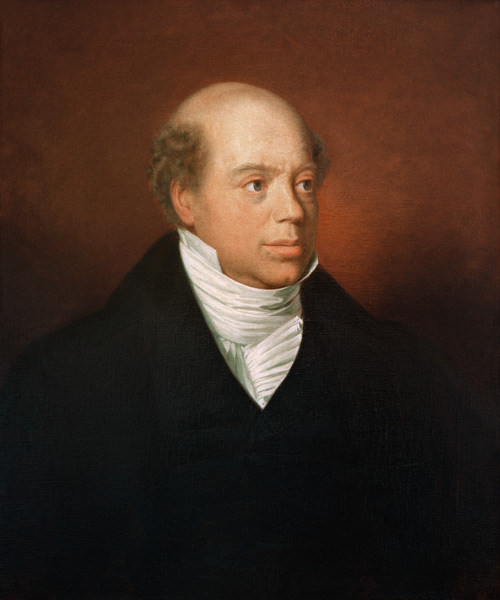
Nathan Mayer Rothschild

Nathan Mayer, Freiherr von Rothschild, conosciuto come Nathan Mayer Rothschild (Francoforte sul Meno, 16 settembre 1777 – Francoforte sul Meno, 28 luglio 1836) è stato un banchiere inglese di nascita tedesca, di stirpe ebreo aschenazita. Fu uno dei cinque figli della seconda generazione della dinastia dei banchieri Rothschild.

## Biografia
Fu il quarto figlio di Mayer Amschel Rothschild (1744 – 1812) e di Gütle Schnapper (1753 – 1849).
Massone, dal 4 ottobre 1802 fu membro della Loggia Emulation di Londra.

## Famiglia
Il 22 ottobre 1806 a Londra ha sposato Hannah Barent-Cohen (1783-1850), figlia di Levy Barent Cohen (1747-1808) e della moglie Lydia Diamantschleifer e nipote paterna di Barent Cohen e della moglie, il cui altro figlio David Salomon Barent-Cohen (morto nel 1807) sposò Sara Brandes, e furono i bisnonni di Karl Marx. I loro figli sono stati:
1. Charlotte Rothschild (1807-1859) sposò nel 1826 Anselm von Rothschild (1803-1874) Vienna
2. Lionel Nathan (1808-1879) sposò nel 1836 Charlotte von Rothschild (1819-1884) Napoli
3. Anthony Nathan (1810-1876) sposò nel 1840 Louise Montefiore (1821-1910)
4. Nathaniel (1812-1870) sposò nel 1842 Charlotte de Rothschild (1825-1899) Paris
5. Hannah Mayer (1815-1864) sposò nel 1839 Hon. Henry FitzRoy (1807-1859)
6. Mayer Amschel (1818-1874) sposò nel 1850 Juliana Cohen (1831-1877)
7. Louise (1820-1894) sposò nel 1842 Mayer Carl von Rothschild (1820-1886) Francoforte.

## Curiosità
- Nathan Mayer von Rothschild morì nello stesso giorno e nello stesso mese (ma in anni diversi) del suo fratello Salomon Mayer von Rothschild.